# Ријечанка
Ријечанка је ријека која извире на планини Требава, у Републици Српској. Од подножја висоравни Дуге Њиве, гдје извире, Ријечанка протиче кроз уску долину коју је меандрирањем створила. Обале су у горњем току на појединим мјестима изузетно стрме, да би се пад у средњем току доста смањио, па ријека тече преко равног терена. Ток је вијугав, и више се налази уз десни обод долине. Обале су претежно обрасле јовом (јошиком) на првом мјесту, а понегдје и врбом. Ријечанка од извора до ушћа тече кроз општину Модрича. Њен горњи и средњи ток припада селима Горњи и Доњи Ријечани, доњи ток селу Таревци, да би се у Модричи улила у ријеку Босну. Муслиманско становништво у доњем току Ријечанке кроз Таревце, назива ову ријеку Дуса. Дужина њеног тока износи око 19 km. Извориште се састоји од неколико краћих водотока и налази се на надморској висини између 350 и 400 m. Као и све воде на Требави, и Ријечанка се одликује, бистром и чистом водом. Због ријетке насељености уз обале горњег и средњег тока, загађивање је сведено на минимум. Уз сами водоток не постоји ни једно индустријско потројење. Квалитет воде је нешто лошији у дијелу водотока који се налази у Модричи, због испуштања отпадних вода из домаћинстава. Ниво воде у љетњем периоду доста опадне, због смањене количине падавина. 